# Яблонський Василь Миколайович
Василь Миколайович Яблонський (нар. 27 грудня 1966, Кам'янець-Подільський, Хмельницька обл.) — український історик, політолог. Завідувач кафедри міжнародних відносин Київського університету імені Бориса Грінченка.
Доцент Національного університету «Києво-Могилянська академія» (1999—2004). Заступник керівника Головної аналітичної служби — керівник департаменту інформаційно-аналітичного забезпечення діяльності Президента України, Секретаріат Президента України (2005—2006). Перший заступник директора Національного інституту стратегічних досліджень (2018—2019). Член Ради з питань національної єдності (2015—2019). Кандидат історичних наук (1998). Доцент (2001). Доктор історичних наук (2021).

## Біографічні відомості
Василь Миколайович Яблонський народився 27 грудня 1966 року в Кам'янці-Подільському. У 1990 році закінчив історичний факультет Київського національного університету імені Тараса Шевченка. Після закінчення університету працював асистентом кафедри політичної історії та політекономії Кам'янець-Подільського державного педагогічного інституту.
Упродовж 1993—1996 років навчався в аспірантурі КНУ імені Тараса Шевченка, кафедра новітньої історії України. Захистив кандидатську дисертацію «Директорія УНР: формування засад української державності (1918—1920 рр)».
У 2001—2005 роках навчався в докторантурі Національного університету «Києво-Могилянська академія».
У 1990—1993 роках викладав у Кам'янець-Подільському національному університеті імені Івана Огієнка.
У 1993—1994 роках — працював головним спеціалістом у Міністерстві України у справах національностей та міґрації.
1994—1995 роках — керівник аналітичного відділу Фонду «Українська перспектива».
1996—1997 роках — заступник генерального директора ТОВ «РІА-Світ», а у 1997—1998 роках — помічник голови правління ЗАТ «Інформаційні технології XXI».
1999—2001 роках — доцент Київського національного лінгвістичного університету.
2002—2003 роках — заступник директора Української аграрної конфедерації.
У 2000—2007 роках — доцент Національного університету «Києво-Могилянська академія».
2005—2006 роках — заступник керівника Головної аналітичної служби — керівник департаменту інформаційно-аналітичного забезпечення діяльності Президента України, Секретаріат Президента України.
2006—2010 роках — завідувач оперативно-аналітичного, аналітично-інформаційного відділів Національного інституту стратегічних досліджень.
2010—2018 роках — заступник директора Національного інституту стратегічних досліджень.
З 05 вересня 2018  року — перший заступник директора Національного інституту стратегічних досліджень. Звільнений з посади 24 грудня 2019 року.
З 17 травня до 13 серпня 2019 року — виконував обов'язки директора Національного інституту стратегічних досліджень. Фіналіст державного конкурсу на посаду очільника Українського інституту національної пам'яті (2019).
З 25 грудня 2019 по 30 серпня 2021  року — радник при дирекції НІСД.
У березні 2021 року захистив докторську дисертацію «Діяльність Державного центру УНР в екзилі. 1920—1992» в Інституті історії України НАНУ.
З 1 вересня 2021 по серпень 2022 року — завідувач кафедри міжнародних відносин і міжнародного права Київського університету імені Бориса Грінченка.
З 1 вересня 2022 року — завідувач кафедри міжнародних відносин Київського столичного університету імені Бориса Грінченка.
У квітні 2023 року став лауреатом Премії Івана Виговського (Nagroda im. Iwana Wyhowskiego) за 2021 рік (Польща).
У 2003—2004 роках член ради проекту "Громадська стратегія розвитку; у 2006—2010 роках член Ради з питань етнонаціональної політики; у 2016—2019 роках член Ради з питань національної єдностіhttps://zakon.rada.gov.ua/laws/show/697/2015#Text.  У 2017—2019 роках член Комісії при Міністерстві юстиції України з питань дотримання Закону України «Про засудження комуністичного та націонал-соціалістичного (нацистського) тоталітарних режимів в Україні та заборону пропаганди їхньої символіки».
У 2016—2019 роках — член редколегії фахового журналу «Стратегічні пріоритети», у 2018—2019 роках — заступник головного редактора.
З 2021 року член редколегії фахового журналу «Гуманітарні студії: історія та педагогіка» http://gsip.wunu.edu.ua/index.php/gsipua/about/editorialTeam
Третій ранг державного службовця (серпень 2005 року).

## Наукова діяльність
У квітні 2014 року рішенням Президії Національної академії наук України заступнику директора Національного інституту стратегічних досліджень Яблонському Василю Миколайовичу присуджено премію НАН України імені М. І. Костомарова за видатні наукові роботи в галузі історії та історичного  джерелознавства за працю «Український парламентаризм на еміграції. Державний центр УНР: документи і матеріали, 1920—1992».
Основні наукові праці:
- Ісак Мазепа. Україна у вогні і бурі революції / упоряд. В. Яблонський. Київ: Темпора, 2003. С. 5-24.

- Український парламентаризм на еміграції. Державний центр УНР: документи і матеріали, 1920—1992 / упоряд. В. Яблонський. Київ: Видавництво імені Олени Теліги, 2012. 840 с.

- Політична ситуація в Україні: кризові тенденції та шляхи їх подолання: (2007 р. — вересень 2008 р.): [зб. аналіт. мат-ів] / за ред. В. М. Яблонського. Київ: НІСД, 2009.108 с.

- Яблонський В. Сучасні політичні партії України: довідник. Київ: Лексикон, 1996. 151 с.

- Яблонський В., Латко Я. Сучасні політичні партії України. Київ: Альтерпрес, 1999. 227 с.

- Зущик Ю., Кривошеєнко О., Яблонський В. Фігури. Політичне лідерство в сучасній Україні (у співавторстві). Київ: Альтерпрес, 1999. 275 c.

- Яблонський В. Від влади п'ятьох до диктатури одного. Історико-політичний аналіз Директорії УНР. Київ: Альтерпрес, 2001. 160 с., іл.

- Інформаційні війни. Київ: Телекритика, 2005. 200 с.

- Бурковський П. А., Яблонський В. М. Антисемітизм в Україні: стан та шляхи подолання. // Україна в 2007 році: щорічні оцінки суспільно-політичного та соціально-економічного розвитку: монографія / за заг. ред. Ю.Г . Рубана. Київ: НІСД, 2007. С. 204—217.

- Бурковський П. А., Кисельов С. С., Яблонський В. М. Взаємодія гілок влади та провідних політичних сил у процесі здійснення конституційної реформи // Україна в 2008 році: щорічні оцінки суспільно-політичного та соціально-економічного розвитку: монографія / за заг. ред. Ю. Г. Рубана. Київ: НІСД, 2008. С. 90-94.

- Vasyl Jablonskyj. Symon Petlura et les problemes de consolidation de l'emigration politique ukrainienne de 1947 a 1950 // Symon Petlura et l'independance de l'Ukraine. 24 novembre 2004. Journee d'etude internationale. Paris-Kyiv, 2008. С. 23-31.

- Яблонський В. М. Державний центр УНР в екзилі: ідеї, боротьба, традиція (1921—1992 роки). Київ: КНТ, 2020. 648 с., іл.

## Нагороди та відзнаки
2006 — Медаль «15 років Збройним силам України».
2009 — Подяка Президента України.
2012 — Орден «За заслуги» III ступеня.
2014 — Премія НАН України імені М. І. Костомарова
2019 — Орден «За заслуги» ІІ ступеня.

## Особисте життя
Одружений, дружина Яблонська Тетяна Миколаївна, має двох дітей — доньку Анастасію та сина Олексія.

## Захоплення
Нумізматика, туризм, футбол, риболовля.